# Nanohammus annulicornis
Nanohammus annulicornis là một loài bọ cánh cứng trong họ Cerambycidae.